# 陳覲
陳覲（1513年—？），字忠甫，號小愚，浙江紹興府餘姚縣人，民籍，明朝政治人物。

## 生平
嘉靖三十七年（1558年）戊午科順天府鄉試第十四名舉人。嘉靖三十八年（1559年）聯捷己未科會試第二百五十七名，二甲第二十二名進士。授兵部武选司主事，历官兵部武选司郎中，隆慶二年（1568年）六月升湖广按察司副使，五年十一月升雲南布政使司左参政。

## 家族
曾祖陳雷，封府同知 加贈布政司左參政；祖父陳廷敬，州判官 累贈布政司左參政；父陳煥，光祿寺卿。母胡氏（累封淑人）。慈侍下。兄陈陛、陈墀（按察司副使）、陳陞（左春坊左谕德兼翰林院侍读）。弟陳塈。